# Єжен де Пузарге
Єжен де Пузарге (фр. Eugène de Pousargues) (21 жовтня 1859 — 24 січня 1901) — французький зоолог і анатоміст.

## Біографія
З 1885 він був помічником Альфонса Мілна-Едвардса (1835-1900), і служив препаратором у лабораторії Національному музеї природознавства (Париж). У 1900 році став куратором ссавців та птахів в цьому музеї. Помер від сепсису (зараження крові), пов'язаного з виконанням ним розсічення.

## Описані таксони
Dologale dybowskii, Nomascus concolor, Rhinolophus maclaudi, Steatomys opimus